# Javier Margas
Javier Luciano Margas Loyola (10 de maig de 1969) és un exfutbolista xilè.

## Selecció de Xile
Va formar part de l'equip xilè a la Copa del Món de 1998. Jugà a Anglaterra a les files del West Ham United FC.